# 720
720 (DCCXX na numeração romana) foi um ano bissexto do século VIII, do Calendário Juliano, da Era de Cristo, teve início a uma segunda-feira e fim na terça-feira, com as letras dominicais G e F.
| ano completo                            |
| --------------------------------------- |
| Ano bissexto com início à segunda-feira |

## Nascimentos
- Berta de Laon, esposa de Pepino, o Breve e mãe de Carlos Magno (m. 783)

## Mortes
- Tárique - General Omíada
- Odília da Alsácia - Santa católica.